# Vuurtorens van Nieuwendijk

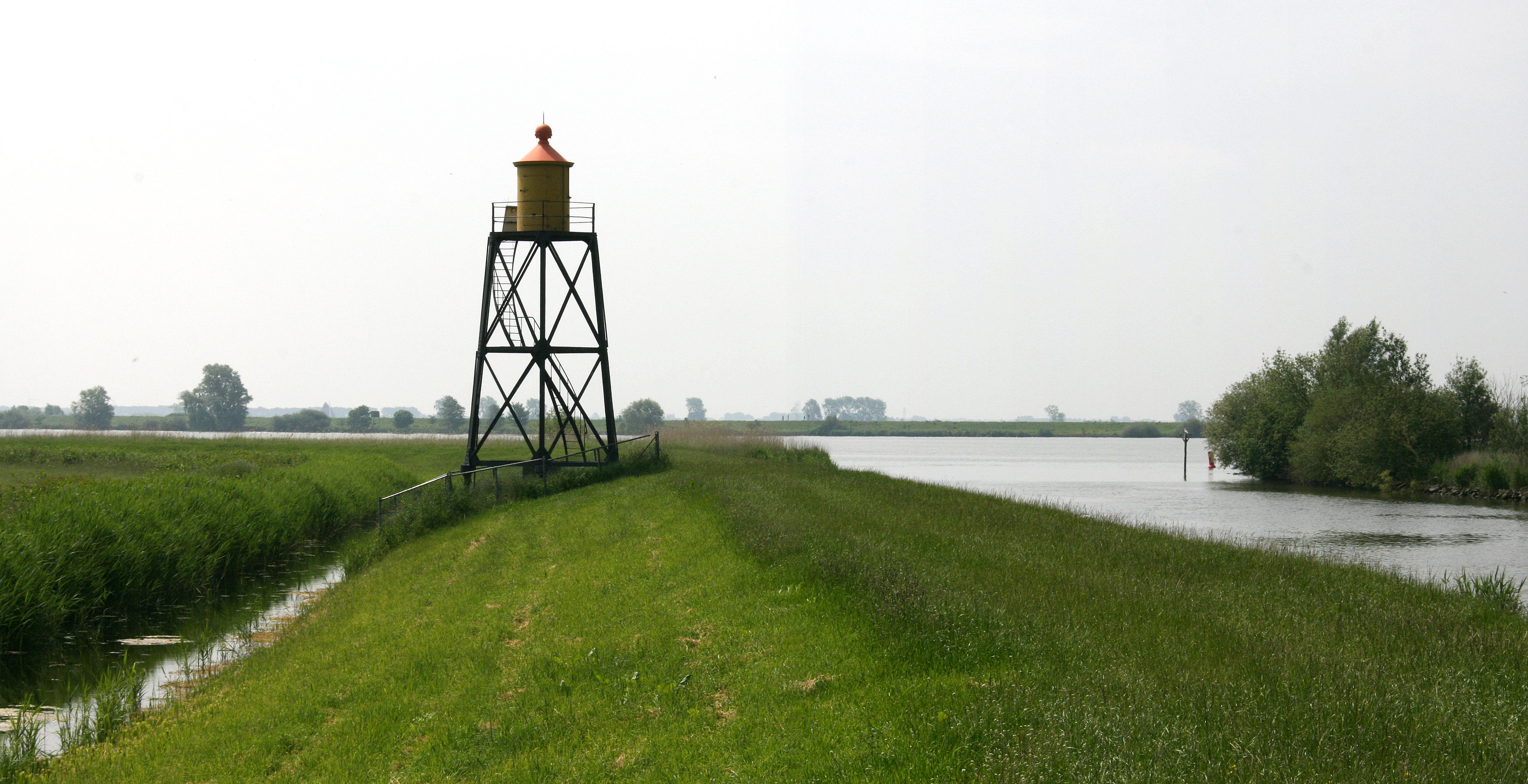
Het hoge licht van Nieuwendijk

De vuurtorens bij Nieuwendijk zijn twee lichtopstanden bij het gehucht Nieuwendijk in de Nederlandse gemeente Hoeksche Waard. Samen vormen ze een lichtenlijn (303,5°) voor het invaren van het Hitsertsche Gat of Vuile Gat vanaf de Haringvlietbrug.
De stalen zwarte opengewerkte torentjes, met geel lichthuis en rode koepel, werden in 1909 gebouwd. Beide torentjes hebben sinds 2002 een beschermde status als rijksmonument. Ze zijn eigendom van Rijkswaterstaat en niet toegankelijk voor publiek. Het hoge licht is 9,5 meter hoog en het lage licht 7,5 meter.

## Hoge licht
Het hoge licht staat naast het haventje van waaruit de veerpont vertrekt naar het eiland Tiengemeten. Het heeft een vast wit licht met een lichthoogte van 12 meter boven zeeniveau en een bereik van 9 zeemijlen met een vast wit licht. De locatie is 51° 45' 11" NB, 4° 19' 4" OL.

## Lage licht
Het lage licht staat op de dijk 450 meter zuidoostelijk van het hoge licht. Het heeft wit licht met een karakter Iso 6, dat is 3 seconden licht plus en 3 seconden donker, een lichthoogte van 9 meter boven zeeniveau en een bereik van 9 zeemijlen. De locatie is 51° 45' 3" NB, 4° 19' 23" OL